# 紀元前426年
紀元前426年（きげんぜん426ねん）は、ローマ暦の年である。
当時は、「キンキナトゥス、アルビヌス、フスス、コッススが執政武官に就任した年」として知られていた（もしくは、それほど使われてはいないが、ローマ建国紀元328年）。紀年法として西暦（キリスト紀元）がヨーロッパで広く普及した中世時代初期以降、この年は紀元前426年と表記されるのが一般的となった。

## 他の紀年法
- 干支 : 乙卯
- 日本
  - 皇紀235年
  - 孝昭天皇50年
- 中国
  - 周 - 考王15年
  - 秦 - 懐公3年
  - 晋 - 幽公8年
  - 楚 - 簡王6年
  - 斉 - 宣公30年
  - 燕 - 閔公13年
  - 趙 - 襄子50年
  - 魏 - 文侯20年
- 朝鮮
  - 檀紀1908年
- ベトナム :
- 仏滅紀元 : 119年
- ユダヤ暦 : 3335年 - 3336年

## できごと

### ギリシア
- アテナイの指導者クレオンと将軍デモステネスが、大商人で軍人でもあったニキアスやその支持者たちの反対を押し切って、アテナイの軍事力や艦隊の再強化に乗り出した。
- デモステネスはコリントスの植民地レウカス島（現在のレフカダ島）を攻略しようとしたが、失敗に終わった。失敗の責任を問われて、命が危うくなることを恐れたデモステネスは、アテナイには戻らなかった。しかし、この年遅くに、アンブラキアがアカルナニアに侵攻してくると、アカルナニアの人々は20隻のアテナイ艦隊を率いてイオニア海沿岸を哨戒していたデモステネスに助けを求め、デモステネスはコリンティアコス湾に面したナウパクトスのアテナイ艦隊の拠点に急行し、アンブラキア勢の支援のためにデルポイから移動してきたエウリュロコス (Eurylochus)率いるスパルタの大軍から、拠点を防衛することに成功した。このオルパイの戦い (Battle of Olpae) で、デモステネスはスパルタ軍を破り、エウリュロコスは討ち死にした。その後、アカルナニアとアンブラキアは講和条約に署名した。
- ニキアス、ヒッポニコス3世、エウリュメドン率いるアテナイ軍が、タナグラの戦いにおいて、タナグラ (Tanagra) とテーバイの連合軍を破った。

### 共和政ローマ
- 独裁官マメルクス・アエミリウス・マメルキヌスが再度ウェイイ・フィデナエ連合軍に勝利し、フィデナエを陥落させた (フィデナエの戦い)。

## 死去
- エウリュロコス (Eurylochus) - スパルタの将軍（戦死）
- 周の考王 - 周（東周）の王